# District de Montreuil
Le district de Montreuil est une ancienne division territoriale française du département du Pas-de-Calais de 1790 à 1795.
Il était composé des cantons de Montreuil, Auxy le Chateau, Blangy, Campagne, Cappelle, Fressin, Fruges, Hesdin, Saint Josse sur Mer, Waben et Wail.